# Nitric Oxide Releasing Solution
Nitric Oxide Releasing Solution (Abkürzung und geschützter Name: NORS deutsch „stickstoffmonoxidfreisetzende Lösung“) ist eine Entwicklung des  Unternehmens SaNOtize aus Vancouver (Kanada). Es handelt sich um eine flüssige Zubereitung, die in situ Stickstoffmonoxid (NO) freisetzt. Das Mittel wird unter anderem als Nasenspray (Nitric Oxide Nasal Spray, kurz NONS) angeboten, um einer Infektion mit Viren über die Nase vorzubeugen und in Deutschland unter dem Handelsnamen VirX beworben. Das Landgericht Hamburg untersagte 2022 die Bewerbung mit coronaspezifischen Aussagen.

## Eigenschaften
Die proprietäre stickstoffmonoxidfreisetzende Lösung enthält ein Nitritsalz als NO-Donor, etwa Natriumnitrit. Eine Säurekomponente wie bspw. Citronensäure bewirkt die Stickstoffmonoxidfreisetzung. Folgende Reaktionsgleichungen werden angeführt:
NO2− + H+ → HNO2
2 HNO2 → N2O3 + H2O → H2O + NO + NO2
3 HNO2 ⇄ 2 NO + NO3 + H2O+
Die antivirale Wirkung von Stickstoffmonoxid gegenüber mehreren DNA- und RNA-Virusfamilien ist beschrieben.

## Entwicklung gegen COVID-19
Angaben des Unternehmens zufolge hätten klinische Studien gezeigt, dass mit dem Nitric Oxide Nasal Spray eine sichere und wirksame antivirale Behandlung entwickelt worden sei, die die Viruslast bei Sars-CoV-2-Infektionen senke und den Verlauf von COVID-19 verkürzen und Schwere der Symptome und Schäden verringern könnte. Anders als die Therapie mit hochspezifischen und teuren monoklonalen Antikörpern könne die stickstoffmonoxidfreisetzende Lösung ambulant und örtlich (nasal) angewendet werden. Die bisher veröffentlichten Studien weisen allerdings erhebliche Mängel auf. Das Arznei-Telegramm warnt vor der Anwendung: „Angesichts der unrealistischen Wirksamkeitsbehauptungen besteht Gefahr, dass sich Anwender in falscher Sicherheit wiegen und Schutzmaßnahmen wie Abstand und Gesichtsmasken vernachlässigen.“

### Klinische Prüfung
In einer Phase-2-Studie wurden keine gesundheitsschädlichen Ereignisse registriert. In einer weiteren Phase-2-Studie wurde das NO-Nasenspray in Kombination mit einer NO-Gurgellösung (NOG') und NO-Nasen-Rachen-Spüllösung (NONI) untersucht. Für die Vermarktung in Indien führte SaNOtize mit seinem Kooperationspartner Glenmark eine Phase-3-Studie in Indien durch.

### Wirkungsweise
Die NONS-Behandlung soll das Virus in den oberen Atemwegen abtöten und verhindern, dass es vermehrt wird und sich in der Lunge ausbreitet. Die Wirkung basiere auf Stickstoffmonoxid (NO), einem Molekül, das auch physiologisch im menschlichen Körper vorkommt. Dessen vermutete antimikrobielle Eigenschaften sollen auch einen Einfluss auf SARS-CoV-2 haben. Laut Hersteller zerstöre NO das Virus, blockiere den Eintritt in die Nasenhöhle und stoppe die Virusreplikation in der Nasenhöhle, wodurch die Viruslast verringert werde.

### Genehmigung für den Gebrauch
Angaben des Unternehmens zufolge wurde im März 2021 die Produktion bei Nextar Chempharma Solutions, einem pharmazeutischen Unternehmen in Nes Ziona (Israel) aufgenommen, nachdem das  israelische  Gesundheitsministerium die übergangsweise Genehmigung für den Einsatz an Personen über 12 Jahre erteilt habe. Bis Mai 2021 sollten 200.000 bis 500.000 Flaschen produziert werden. Jede Flasche enthält einen Monatsvorrat für eine Person. Laut Arznei-Telegramm soll eine Flasche bei der empfohlenen Dosierung allerdings nur 8 bis 25 Tage reichen.
Für Großbritannien und Kanada war geplant (Stand Juni 2021), eine Notfallzulassung zu beantragen.
Im Februar 2022 informierte das Unternehmen, dass das Spray in bestimmten Ländern unter den Handelsnamen Enovid, VirX oder FabiSpray erhältlich sei, darunter in Israel, Singapur, Thailand, Indonesien, Bahrain und Indien.
Die Abgrenzung als deklariertes Medizinprodukt von einem in der EU zulassungspflichtigen Arzneimittel ist umstritten. Das Arznei-Telegramm informierte im Oktober 2022, dass in Deutschland die zuständige Landesbehörde die Verkehrsfähigkeit des Nasensprays als Medizinprodukt prüfe. Das Landgericht Hamburg untersagte  im Oktober 2022, das Spray mit coronaspezifischen Aussagen zu bewerben.

## Weitere potentielle Anwendungen
Untersucht wird stickstoffmonoxidfreisetzende Lösung weiterhin in der Behandlung des diabetischen Fußes und von Fußpilz.
Weitere Anwendungen betreffen den Einsatz in der Tiermedizin.